# Коптевская улица (Москва)
Ко́птевская у́лица — улица на севере Москвы в районе Коптево между Новопетровской и Михалковской улицами.

## История
Образована 11 июля 1958 года Решением Исполнительного комитета Московского городского Совета депутатов трудящихся № 40/12 путём переименования улицы Старое Коптево и 2-го Коптевского проезда, составлявших единую улицу. Название улицы сохраняет имя деревни Коптево, которая впервые упоминается в документе 1595 года как пустошь Коптево. Название, от неканонического имени Копоть или фамилии Коптев (известны в XV—XVI веках). В 1770—1810-х годах более употребительным было название Георгиевское (Егорьевское) по имени владельца (до 1786 года) — грузинского царевича Георгия Вахтанговича. В конце XIX века деревня Коптево разделяется на Старое Коптево и Новое Коптево. В 1907 году на улице (южнее современного дома № 8) по проекту архитектора Н. Н. Благовещенского была заложена Церковь Николая Чудотворца в Старом Коптеве. Строительство храма не было завершено. С 1917 года деревня вошла в черту Москвы.

## Описание
Коптевская улица начинается от Новопетровской улицы как продолжение улицы Приорова, проходит на север, пересекает Соболевский проезд, за которым сразу поворачивает на северо-восток, справа к нему примыкает Коптевский бульвар, а слева — Фармацевтический проезд, пересекает Старокоптевский переулок, справа на него выходит 2-й Михалковский переулок и проезд Черепановых. Заканчивается, сливаясь с Михалковской улицей в непосредственной близости от Михалковского путепровода.

## Транспорт
Трамвайные маршруты 23, 27, 29, 30; автобусные маршруты 114, 621.

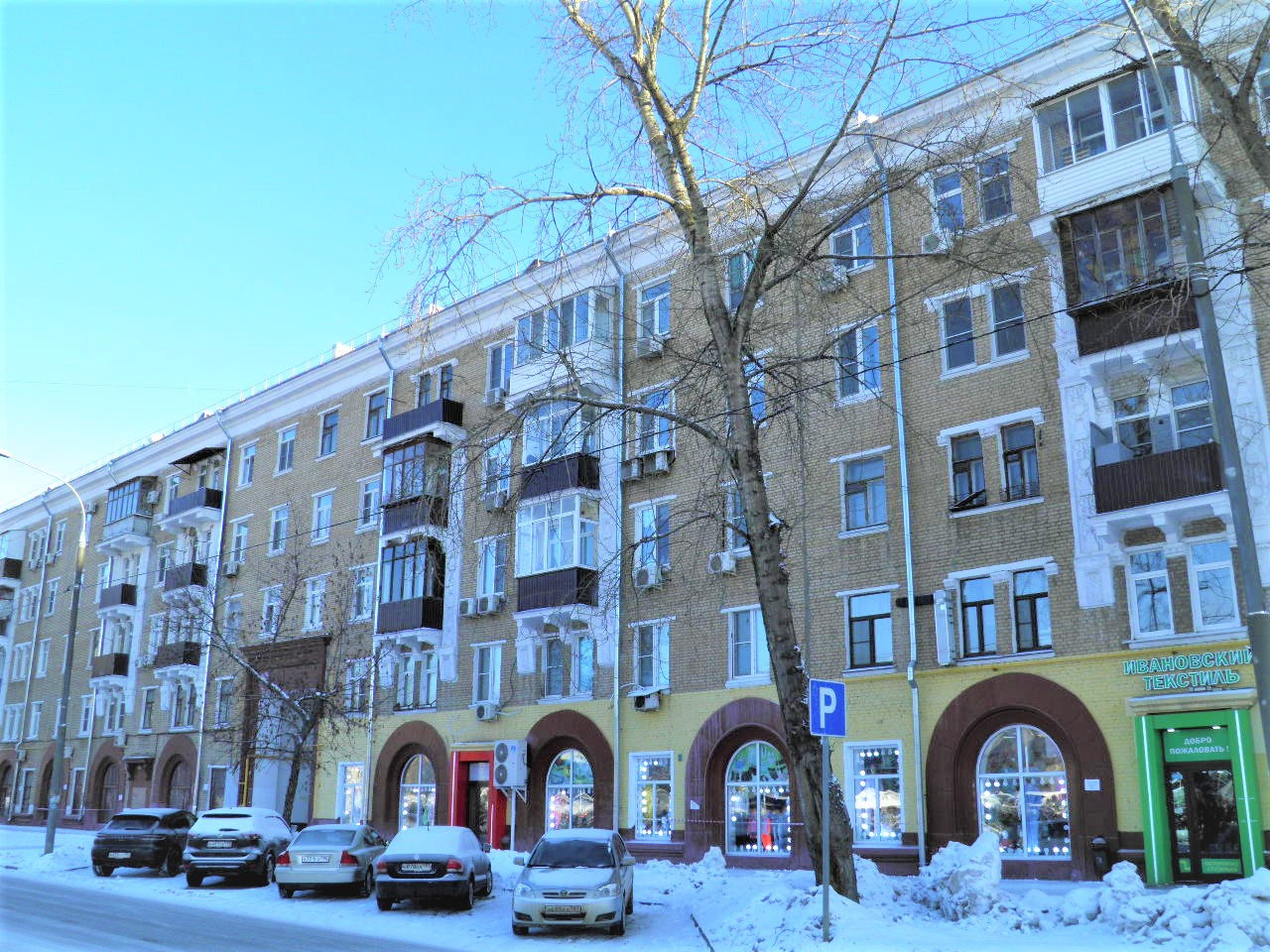
Коптевская улица

## Здания и сооружения
По нечётной стороне:
- № 65А — Учреждение;
- № 71;
- № 73Б – склад ЦУМ;
- № 83/2 — Сберегательный банк РФ (АКСБ РФ) Тверское отд. № 7982/0529;
- № 87 — конечная станция трамвая «Михалково»;
- № 89 — Тампомеханика;

По чётной стороне:
- № 20, корпус 2 — фонд ветеранов «Глобус»; Ассоциация контрольно-счетных органов Российской Федерации;
- № 24 — Коптевский колхозный рынок; гостиница Коптевского рынка;
- № 26, корпуса 1—6 — комплекс жилых домов, построенных в середине 1950-х годов в стиле сталинской архитектуры[1];
№ 26, корпус 6 — библиотека № 79 САО;
№ 26, корпус 4 — гостиница «Подушкин»;
- № 30А — Московская методистская церковь Кванрим;
- № 32А — Административно-техническая инспекция района Коптево.